# أنيتا أناند (سياسية)
أنيتا أناند (بالإنجليزية: Anita Anand) (مواليد 20 مايو 1967) محامية وسياسية كندي تشغل منصب وزير الدفاع الوطني منذ عام 2021. عضو في الحزب الليبرالي وفي مجلس العموم الكندي منذ الانتخابات الفيدرالية لعام 2019. شغلت منصب وزيرة الخدمات العامة والمشتريات وأشرفت على شراء كندا للقاحات ومعدات الحماية الشخصية أثناء جائحة فيروس كورونا في كندا. وهي أول هندوسية تصبح وزيرة فيدرالية في كندا.